# Salomon Olembé
René Salomon Olembé-Olembé (Yaundé, 8 de diciembre de 1980) es un exfutbolista camerunés que jugaba en la posición de centrocampista izquierdo. Su último club fue el Larissa FC en la Superliga de Grecia.

## Trayectoria
Comenzó su carrera en el Nantes, para luego marcharse al Olympique de Marsella, primero en calidad de cedido y luego en propiedad. Este equipo lo cedió primero al Leeds United y luego al Al Rayyan, donde coincidió con futbolistas de la talla de Sonny Anderson.
Luego pasó por el Wigan y el Kayserispor. 
En 2010 fichó por el Larissa FC.

## Selección nacional
Ha sido internacional con la Selección de fútbol de Camerún, ha jugado 65 partidos internacionales y ha anotado 5 goles.

### Participaciones en Copas del Mundo
| Mundial                        | Sede                  | Resultado    |
| ------------------------------ | --------------------- | ------------ |
| Copa Mundial de Fútbol de 1998 | Francia               | Primera fase |
| Copa Mundial de Fútbol de 2002 | Corea del Sur y Japón | Primera fase |

### Participaciones Internacionacionales
| Mundial                        | Sede                  | Resultado    |
| ------------------------------ | --------------------- | ------------ |
| Copa Africana de Naciones 2000 | Ghana y Nigeria       | Campeón      |
| Copa Confederaciones 2001      | Corea del Sur y Japón | Primera fase |
| Copa Africana de Naciones 2002 | Mali                  | Campeón      |
| Copa Africana de Naciones 2004 | Túnez                 | 4° de final  |
| Copa Africana de Naciones 2006 | Egipto                | 4° de final  |

## Clubes
| Club                  | País       | Año       |
| --------------------- | ---------- | --------- |
| FC Nantes             | Francia    | 1997-2002 |
| Olympique de Marsella | Francia    | 2002-2003 |
| Leeds United          | Inglaterra | 2003-2004 |
| Olympique de Marsella | Francia    | 2004-2005 |
| Al-Rayyan             | Catar      | 2005-2006 |
| Olympique de Marsella | Francia    | 2006-2007 |
| Wigan Athletic        | Inglaterra | 2007-2008 |
| Kayserispor           | Turquía    | 2008-2009 |
| Larissa FC            | Grecia     | 2010      |

## Palmarés

### Campeonatos nacionales
| Título               | Club                  | País    | Año  |
| -------------------- | --------------------- | ------- | ---- |
| Copa de Francia      | FC Nantes             | Francia | 1999 |
| Supercopa de Francia | FC Nantes             | Francia | 1999 |
| Copa de Francia      | FC Nantes             | Francia | 2000 |
| Ligue 1              | FC Nantes             | Francia | 2001 |
| Supercopa de Francia | FC Nantes             | Francia | 2001 |
| Copa Emir de Catar   | Al-Rayyan             | Catar   | 2006 |
| Copa de Francia      | Olympique de Marsella | Francia | 2007 |

### Copas internacionales
| Título                    | Club                           | País            | Año  |
| ------------------------- | ------------------------------ | --------------- | ---- |
| Copa Africana de Naciones | Selección de fútbol de Camerún | Ghana y Nigeria | 2000 |
| Copa Africana de Naciones | Selección de fútbol de Camerún | Mali            | 2002 |